# Vivi Bak
Vivi Bak (født 3. september 1939 i København, død 22. april 2013 på Ibiza) var en dansk sangerinde, skuespillerinde, TV-vært, TV-producer og designer.
Vivi Bak begyndte i sin tid i frisørlære, men valgte med stor succes i stedet at blive fotomodel. Omtalen af hendes smukke ydre og naturtalent førte også til nogle pladeindspilninger for Philips i 1958-59, dog uden samme gennemslagskraft.
Sidenhen fik hun dog et sangengagement i Tyskland og opnåede at blive vært i sit eget tv-program. Hun fungerede i en årrække som tv-producer i Tyskland, men vendte med mellemrum ofte tilbage til Danmark for at optræde i kortere og længere perioder og indspillede også danske plader i 1970'erne.
Som designer vandt hun i 1978 den tyske designerpris.
I 1965 giftede hun sig med Dietmar Schönherr. Parret flyttede senere til øen Ibiza for at nyde deres otium.

## Danske film
- Pigen og vandpytten (1958)
- Seksdagesløbet (1958)
- Krudt og klunker (1958)
- Pigen i søgelyset (1959)
- Soldaterkammerater rykker ud (1959)
- Dronningens vagtmester (1963)
- Elsk din næste (1967)
- Nyhavns glade gutter – (Onkel Joakims hemmelighed) (1967)
- Det er så synd for farmand (1968)

Derudover indspillede hun ca. 38 film i Tyskland under navnet Vivi Bach.